# Roman Dachkevitch
Roman Dachkevitch, (en ukrainien : Дашкевич Роман Іванович, (1892-1975) était un homme politique et militaire ukrainien.

## Biographie

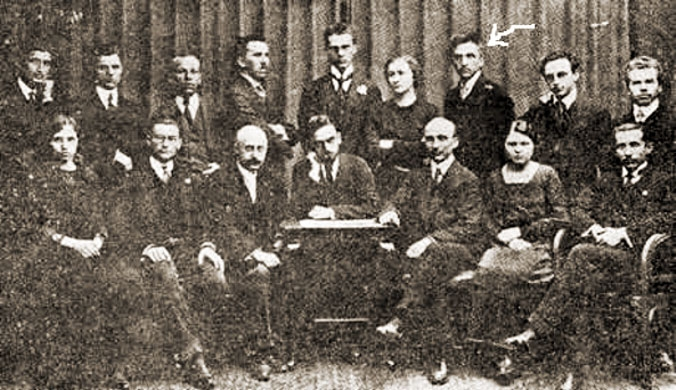
Union des étudiants de l'université de Lviv (1912), Roman est désigné par la flèche à côté de sa future femme et Yevhen Konovalets au 1er rang à droite.

Il fut ses études au gymnasium de Peremsky puis de l'université de Lviv en droit. Il était alors impliqué dans des mouvements politiques ukrainiens et galiciens. Il a été mobilisé dans l'armée austro-hongroise lors de la déclaration de la Première Guerre mondiale comme sergent d'artillerie. Prisonnier de l'armée russe il milite pour la révolte des ukrainiens enrôlés dans l'armée de l'empire d'Autriche-Hongrie.

### Armée ukrainienne
Avec la révolution de Février, il s'échappait et rejoignait Kiev. Il a travaillé à former l'unité de fusiliers de la Sitch issus de la Buccovine et de la Galicie ; mi-décembre 1917, avec vingt-deux prisonniers de l'armée austro-hongroise il formait l'unité qui dépendait de l'Armée de Zaporijjia. Il devint, en février 1918, commandant de la batterie d'artillerie de l'armée et défend alors Kiev contre les troupes soviétique. Il est considéré comme le créateur de l'artillerie de l'UPA. Il repose au cimetière de Lytchakiv de Lviv.

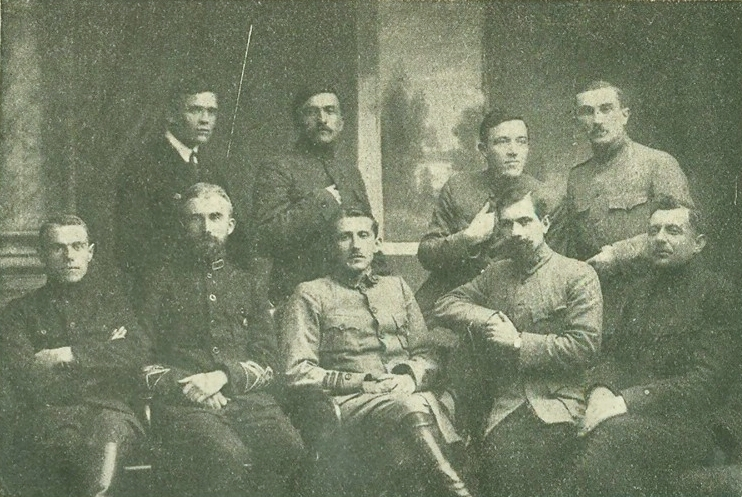
L'état-major de la Sitch vers 1920, assis de gauche à droite Mykhailo Matchak, Andriy Melnyk, Yevhen Konovalets, Roman Souchko, Ivan Dankiv ; debout de gauche à droite : Ivan Androukh, Roman Dachkevitch, Vassyl Koutchabskyi, Yaroslav Tchyj.

## Hommages
La 26e brigade d'artillerie ukrainienne porte son nom.